# Richard Linklater
Richard Stuart Linklater (Houston, 30 luglio 1960) è un regista, sceneggiatore e produttore cinematografico statunitense.
Annoverato tra i migliori registi del nuovo cinema statunitense, è noto per aver diretto la trilogia di film Prima dell'alba (1995), Before Sunset - Prima del tramonto (2004) e Before Midnight (2013), per i quali ha ottenuto due candidature ai Premi Oscar.
Nel 2014 il suo film Boyhood, girato nell'arco di 12 anni, ha ottenuto il plauso della critica e numerosi riconoscimenti importanti, tra cui due Golden Globe (miglior film drammatico, miglior regista), due BAFTA (miglior film, miglior regista) e l'Orso d'argento per il miglior regista al Festival di Berlino. Ai Premi Oscar 2015 il film ha ottenuto 6 candidature, tra cui quella per il miglior film, miglior regista e migliore sceneggiatura originale.

## Biografia
Direttore artistico della "Austin Film Society", fondata nel 1985, nonché regista interessato a film indipendenti e minimali, dopo Slacker, esperimento narrativo sulle 24 ore della vita di 100 personaggi, e dopo la realizzazione di vari cortometraggi e super 8, nel 1993 gira il film La vita è un sogno. Nel 1995 realizza il film Prima dell'alba con Julie Delpy e Ethan Hawke, film con il quale vince l'Orso d'argento per il miglior regista al Festival di Berlino 1995.
Tra i suoi altri lavori ci sono: Newton Boys con Matthew McConaughey, Waking Life e School of Rock con Jack Black. Nel 2004, sempre con Julie Delpy e Ethan Hawke, gira Before Sunset - Prima del tramonto, seguito di Prima dell'alba. Nel 2013 viene presentato l'ultimo capitolo della saga, ovvero Before Midnight, sempre con gli stessi attori dei precedenti. 
Nel 2014 realizza Boyhood, film vincitore del Golden Globe 2015, con Ethan Hawke e Patricia Arquette che per questa interpretazione vince il premio oscar per la miglior attrice non protagonista. Vegetariano da quando era ventenne, nel 2015 ha girato per la PETA un breve documentario, realizzato sulla falsariga del suo Boyhood, Veghood, incentrato sul suo stile di vita alimentare.

## Vita privata
Linklater risiede in Texas, ad Austin, con Christina Harrison, sua compagna dai primi anni '90. Ha tre figlie: la prima, Lorelei Linklater, attrice anche lei (ha anche preso parte a Boyhood), è nata nel 1994, seguita da una coppia di gemelle nel 2004.

## Filmografia

### Regista
- It's Impossible to Learn to Plow by Reading Books (1988)
- Slacker (1991)
- La vita è un sogno (Dazed and Confused) (1993)
- Prima dell'alba (Before Sunrise) (1995)
- SubUrbia (1996)
- Newton Boys (The Newton Boys) (1998)
- Waking Life (2001)
- Tape (2001)
- School of Rock (2003)
- Before Sunset - Prima del tramonto (2004)
- Bad News Bears - Che botte se incontri gli Orsi (Bad News Bears) (2005)
- A Scanner Darkly - Un oscuro scrutare (A Scanner Darkly) (2006)
- Fast Food Nation (2006)
- Me and Orson Welles (2009)
- Bernie (2011)
- Before Midnight (2013)
- Boyhood (2014)
- Tutti vogliono qualcosa (Everybody Wants Some) (2016)
- Last Flag Flying (2017)
- Che fine ha fatto Bernadette? (Where'd You Go, Bernadette) (2019)
- Apollo 10 e mezzo (Apollo 10 1/2: A Space Age Adventure) (2022)
- Hit Man - Killer per caso (Hit Man) (2023)
- Blue Moon (2025)
- Nouvelle Vague (2025)

### Sceneggiatore
- It's Impossible to Learn to Plow by Reading Books (1988)
- Slacker (1991)
- La vita è un sogno (Dazed and Confused) (1993)
- Prima dell'alba (Before Sunrise) (1995)
- Newton Boys (The Newton Boys) (1998)
- Waking Life (2001)
- Before Sunset - Prima del tramonto (Before Sunset) (2004)
- A Scanner Darkly - Un oscuro scrutare (A Scanner Darkly) (2006)
- Fast Food Nation (2006)
- Bernie (2011)
- Before Midnight (2013)
- Boyhood (2014)
- Tutti vogliono qualcosa (Everybody Wants Some) (2016)
- Last Flag Flying (2017)
- Che fine ha fatto Bernadette? (Where'd You Go, Bernadette) (2019)
- Apollo 10 e mezzo (Apollo 10 1/2: A Space Age Adventure) (2022)
- Hit Man - Killer per caso (Hit Man) (2023)

### Attore
- Blaze, regia di Ethan Hawke (2018)

### Produttore
- Apollo 10 e mezzo (Apollo 10 1/2: A Space Age Adventure) (2022)
- Hit Man - Killer per caso (Hit Man) (2023)
- Blue Moon (2025)

## Premi e riconoscimenti

### Premio Oscar
- 2005 - Candidatura alla migliore sceneggiatura non originale per Before Sunset - Prima del tramonto
- 2014 - Candidatura alla migliore sceneggiatura non originale per Before Midnight
- 2015 - Candidatura al miglior film per Boyhood
- 2015 - Candidatura al miglior regista per Boyhood
- 2015 - Candidatura alla migliore sceneggiatura originale per Boyhood

### Golden Globe
- 2015 - Miglior film drammatico per Boyhood
- 2015 - Miglior regista per Boyhood
- 2015 - Candidatura alla migliore sceneggiatura per Boyhood

### Premi BAFTA
- 2015 - Miglior film per Boyhood
- 2015 - Miglior regista per Boyhood
- 2015 - Candidatura alla migliore sceneggiatura originale per Boyhood

### Independent Spirit Award
- 1992 - Candidatura al miglior film d'esordio per Slacker
- 1992 - Candidatura al miglior regista per Slacker
- 2002 - Candidatura al miglior regista per Waking Life
- 2002 - Candidatura alla miglior sceneggiatura per Waking Life
- 2005 - Candidatura alla miglior sceneggiatura per Before Sunset - Prima del tramonto
- 2013 - Candidatura al miglior film per Bernie
- 2014 - Candidatura alla miglior sceneggiatura per Before Midnight
- 2015 - Candidatura al miglior film per Boyhood
- 2015 - Miglior regista per Boyhood

### Altri premi
- 2015 - Empire Awards
  - Candidatura come miglior regista per Boyhood[2]